# 狭羽鳞盖蕨
狭羽鳞盖蕨（学名：Microlepia angustipinna）为姬蕨科鳞盖蕨属下的一个种。

## 扩展阅读
維基物種上的相關：狭羽鳞盖蕨